# Philharmonie (Stadtbahn di Essen)
La stazione di Philharmonie è una stazione sotterranea della Stadtbahn di Essen.

## Storia
La stazione, originariamente denominata "Saalbau", venne attivata il 5 ottobre 1967, all'apertura della prima, breve tratta sotterranea della Stadtbahn di Essen.
In seguito assunse la nuova denominazione di "Philharmonie".

## Strutture e impianti
Si tratta di una stazione sotterranea, con due binari – uno per ogni senso di marcia – serviti da due marciapiedi laterali.

## Movimento
La stazione è servita dalle linee U 11, 107 e 108.